# Fête des commerçants
La Fête des commerçants (en islandais : Verslunarmannahelgi) est une fête traditionnelle et un jour férié en Islande.

## Présentation
La Fête des commerçants est célébrée chaque année en Islande le premier lundi du mois d'août. C'est un jour férié.
À cette occasion, il est de coutume de partir camper durant tout le week-end en famille ou entre amis et de participer à l'un des nombreux festivals de plein air organisés dans le pays,.  
Le plus grand rassemblement de ce type est Þjóðhátíð et se déroule sur Heimaey, dans l'archipel des Vestmann. L'île passe ainsi de 4 500 à 16 000 habitants et la vallée de Herjólfsdalur, verdoyant amphithéâtre naturel, se transforme alors en village de tentes. Le vendredi est allumé un bûcher géant, des feux d'artifice sont tirés le samedi et le dimanche est constitué un grand anneau de feu au moyen de torches tenues par les festivaliers, les quatre jours se déroulant dans une belle ambiance musicale, dansante et festive,. 